# Cigendel
Cigendel is een bestuurslaag in het regentschap Sumedang van de provincie West-Java, Indonesië. Cigendel telt 7203 inwoners (volkstelling 2010).